# Polemon neuwiedi
Espèce
Synonymes
- Microsoma neuwiedi Jan, 1858

Statut de conservation UICN

 LC  : Préoccupation mineure
Polemon neuwiedi est une espèce de serpents de la famille des Lamprophiidae.

## Répartition
Cette espèce se rencontre :
- en Côte d'Ivoire ;
- au Ghana ;
- au Togo ;
- au Bénin ;
- au Burkina Faso ;
- au Nigeria.

## Description
C'est un serpent venimeux.

## Publication originale
- Jan, 1858 : Plan d'une iconographie descriptive des ophidiens et description sommaire de nouvelles espèces de serpents. Revue et Magasin de Zoologie Pure et Appliquée, Paris, ser. 2, vol. 10, p. 438-449 & 514-527 (texte intégral).